# Ni una menos

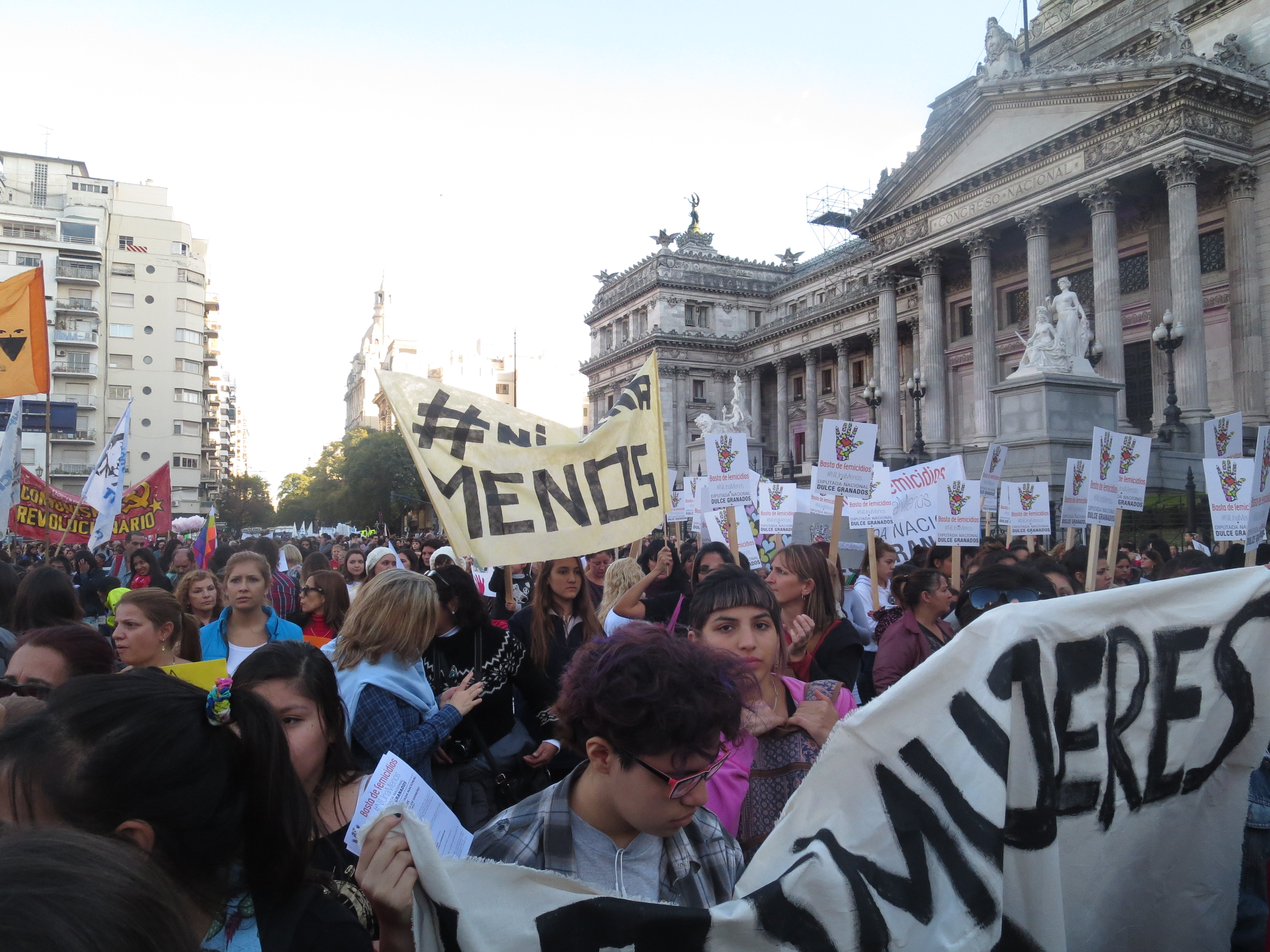
Marcha contra a violência de gênero em Buenos Aires

Ni una menos  (em português Nem uma a menos), foi uma marcha multitudinária de protesto contra a violência de gênero que se deu em várias cidades da Argentina, Chile e Uruguai no dia 3 de junho de 2015 e na Argentina o 3 de junho de 2016.. Os protestos em junho de 2016 foram desencadeados pelo assassinato de  Chiara Páez, de 14 anos, grávida, e outras quatro mulheres, incluindo Lucía Pérez, de 16 anos, que foi drogada, estuprada e empalada na cidade costeira de Mar del Plata, em um dos feminicídios mais brutais já registrados na Argentina.

## Origem
Em 1995, Susana Chávez escreveu um poema com a frase Nem uma morta mais para protestar pelos feminicídios em Cidade Juárez. A poetisa terminou assassinada em 2011 por sua luta pelos direitos das mulheres.
Um grupo de escritoras, artistas e jornalistas militantes tomou essa expressão e converteu-a em Nem uma menos, isto é, nem uma mulher a mais vítima do feminicídio, para utilizá-la como convocação para a mobilização.

## Convocação

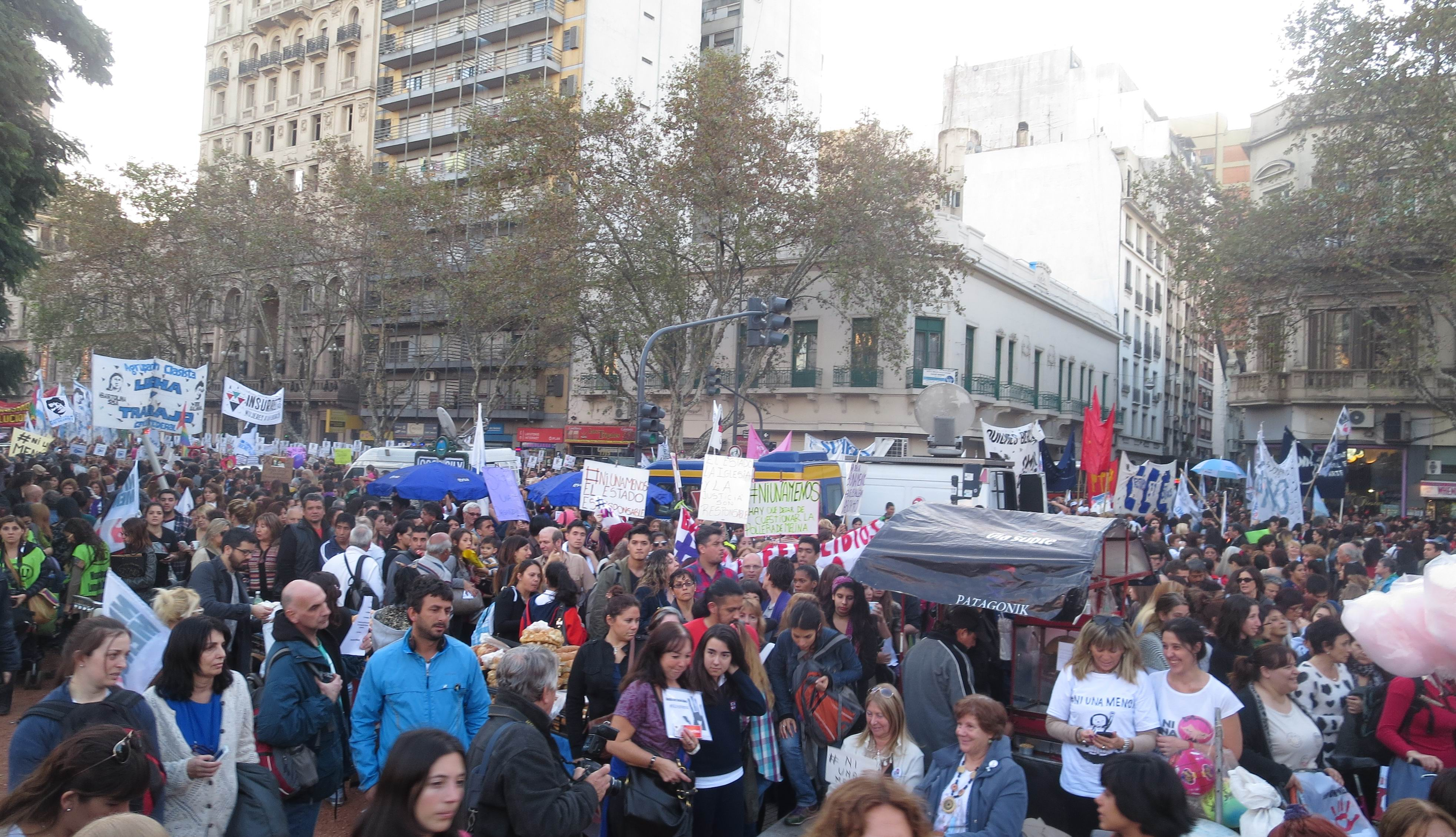
Multidão marchando em Buenos Aires

Devido à situação alarmante que geravam os femicídios na Argentina, um grupo de mulheres organizou inicialmente uma maratona de leitura na praça Boris Spivacow no dia 26 de março de 2015 que coincidia de forma alarmante com o achado do cadáver de Daiana García no mesmo dia em que se cumpriram dez anos do desaparecimento da estudante neuquina Florencia Pennacchi, quando saiu de sua casa no bairro de Palermo. O objetivo era da visibilidade à problemática e protestar contra o número alarmante de mulheres mortas no ano anteior, totalizando 277.
Tempo depois, o assassinato de Chiara Páez fez que voltassem a se organizar numa nova convocação em frente ao Congresso da Nação, no dia 3 de junho de 2015. Apesar do tema ser iniciado por Marcela Ojeda, Ingrid Beck, Mercedes Funes, Ana Correia, Solidão Vallejos, Valeria Sanpedro, Micaela Libson, Hinde Pomeraniec, Marinha Abiusoy Florencia Etcheves, foi abraçado por grupos feministas e divulgado em diversas revistas femininas, recebendo apoio popular independente de género. 
Ao começo tratava-se de um evento feminista, mas o tema rapidamente se viralizou e obteve alcance internacional.
A convocação realizou-se principalmente através das redes sociais. Numerosas figuras públicas aderiram à causa, incluindo jogadores de futebol, atores, artistas, jornalistas, desportistas, dirigentes políticos, ONGs, sindicatos, famosos e personagens mediáticas.
A marcha exigia a redução da violência de gênero, reclamando por instrumentos que garantissem a proteção das vítimas e uma maior discussão sobre o tema através de estratégias educacionais para todos os níveis de ensino.

## Repercussão
A marcha teve grande repercussão com a participação de mais de cem cidades.
Em Buenos Aires a convocação foi em frente ao Congresso da Nação com a participação de mais de 300.000 pessoas, incluindo homens, mulheres e crianças.